# Terrorismo nuclear

Miembro de la iniciativa global para acabar con el terrorismo nuclear

Terrorismo nuclear denota el uso o amenaza de usar armas nucleares o armas radiológicas en actos de terrorismo, incluyendo ataques contra instalaciones donde esté presente material radiactivo. En términos legales, el terrorismo nuclear es un delito cometido donde una persona en forma intencional y contra la ley usa en cualquier forma material radiactivo... con la intención de causar muerte o serio daño corporal; o con la intención de causar substancial daño a la propiedad o al ambiente; o con la intención de obligar a una persona natural o jurídica, una organización internacional o a un Estado a realizar o abstenerse de realizar un acto, de acuerdo a la Convención Internacional para la Supresión de Actos de Terrorismo Nuclear de las Naciones Unidas del año 2005.
La noción de que organizaciones terroristas usen armas nucleares (especialmente las armas muy pequeñas, tales como bombas atómicas de maletín) ha sido una amenaza en la retórica y la cultura de Estados Unidos, ya que es considerado plausible que los terroristas pudieran conseguir una arma nuclear. En el año 2011, la agencia de noticias británica, el Telegraph, recibió documentos filtrados respecto al interrogatorio de Khalid Sheikh Mohammed en la Bahía de Guantánamo. Los documentos citan a Khalid diciendo que, si Osama Bin Laden es capturado o asesinado por la Coalición de la voluntad, una célula durmiente de Al-Qaeda detonará un "arma de destrucción masiva" en un "lugar secreto" en Europa, y prometió que habría una "tormenta nuclear infernal".

## Resumen
El terrorismo nuclear podría incluir:
- Adquirir o fabricar un arma nuclear
- Fabricar una bomba sucia
- Ataque sobre un reactor nuclear, por ejemplo, destruyendo un abastecimiento crítico (por ejemplo: el abastecimiento de agua).
- Atacar o apoderarse de un submarino, avión o base donde se encuentren armas nucleares.[7]

El presidente de Estados Unidos Barack Obama califica al terrorismo nuclear como "la amenaza a la seguridad nacional más importante que encaramos". En su primer discurso al Consejo de Seguridad de las Naciones Unidas, el presidente Obama dijo que "Sólo un arma nuclear explotando en una ciudad -- ya sea en Nueva York, Moscú, Tokio, Beijing, Londres o París -- mataría a centenares de miles de personas". También podría "desestabilizar nuestra seguridad, nuestras economías, y nuestra forma de vida".

## Historia
Ya a principios de diciembre de 1945, los políticos estaban preocupados con la posibilidad de contrabandear armas nucleares en los Estados Unidos, aunque esto era aún en el contexto del antagonismo entre las superpotencias de la Guerra Fría. Un congresista le consultó al "padre de la bomba atómica", J. Robert Oppenheimer, acerca de la posibilidad de detectar el contrabando de una bomba atómica:

Sen. Millikin: Nosotros... tenemos dispositivos que detectan minas, que son muy efectivos... Me preguntaba si algo similar podría ser usado como una defensa con este tipo particular de uso de bombas atómicas.
Dr. Oppenheimer: Si me contrata para caminar a través de las bodegas de Washington para ver si hay bombas atómicas, pienso que la herramienta más importante sería un destornillador para abrir las cajas y examinarlas. Pienso que pasearse, usando un dispositivo no me daría la información necesaria.

Esto impulsó trabajo adicional sobre la duda del contrabandeo de dispositivos atómicos durante la década de los años 1950.
Las discusiones acerca del terrorismo nuclear no originado en Estados entre los expertos se remontan al menos a la década de 1970. En 1975 el The Economist alertó de que "Uno puede fabricar una bomba con unos pocos kilos de plutonio. Hacia mediados de la década de 1980 las plantas de energía pueden fácilmente estar generando 90 toneladas de ese material cada año. Y cada año, a menos que los actuales métodos cambien drásticamente, muchos miles de kilos de este material serán transferidos de una planta a otra a medida que se mueve a través del ciclo de combustible. Los peligros de que fuera robado en tránsito son evidentes.... Vigorosa cooperación entre los gobiernos y la Agencia Internacional de Energía Atómica podría, incluso en esta etapa final, harían que los peligros que amenazan sean bastante más pequeños." Y el New York Times comentó en 1981 que los orígenes del Equipo de Apoyo de Emergencia Nuclear "se remontan a los resultados de la masacre de las Olimpiadas de Múnich a mediados de 1972. Hasta ese entonces, nadie en el gobierno de Estados Unidos había pensado seriamente acerca de la amenaza generada por el terrorismo internacional organizado, y mucho menos acerca del terrorismo nuclear. Había la percepción en Washington que el valor del así llamado 'material nuclear especial' - plutonio o uranio altamente enriquecido - era tan grande que la estricta contabilidad financiera de los contratistas privados que lo manejaban sería suficiente para protegerlos de caer en manos equivocadas. Pero desde ese entonces se ha revelado que las seguridades físicas contra el robo de material de grado de armas fueron casi escandalosamente obviadas."
Esta discusión se convirtió en una preocupación pública mayor en la década de 1980 cuando la NBC transmitió un Boletín Especial, una dramatización televisiva acerca de una ataque terrorista nuclear a Estados Unidos. En 1986 un panel privado de expertos conocido como la Fuerza de Tarea Internacional para la Prevención del Terrorismo publicó un informe urgiendo a todos los estados con armas nucleares a estar conscientes de los peligros del terrorismo y a trabajar en equipar a sus arsenales nucleares con enlaces de acción permisiva. "La probabilidad de terrorismo nuclear", alertaron lo expertos, "está aumentando y las consecuencias para las sociedades urbanas e industriales podrían ser catastróficas."

## Armas radiológicas
Se teme que un grupo terrorista podría detonar una bomba radiológica o 'bomba sucia'. Una 'bomba sucia' está compuesta de cualquier fuente radiactiva y un explosivo convencional. El material radiactivo es dispersado por la detonación del explosivo. La detonación de un arma semejante no es tan poderosa como una explosión nuclear, pero puede producir considerable lluvia radiactiva. Existen otras armas radiológicas llamados 'dispositivos de exposición radiológicos' donde un explosivo no es necesario. Un arma radiológica puede ser muy atractiva para los grupos terroristas ya que son muy exitosas en provocar temor y pánico entre una población (particularmente debido a la amenaza de envenenamiento por radiación), y contaminaría el área inmediata por algún período de tiempo, estorbando los intentos de reparación del daño. Las pérdidas económicas podrían ser enormes - fácilmente alcanzando las decenas de miles de millones de dólares.
Los materiales para construir armas nucleares que se puedan encontrar en el mercado negro son una preocupación global, y existe preocupación acerca de la posible detonación de una pequeña y cruda arma nuclear por un grupo terrorista en una gran ciudad, con significativa pérdida de vidas y de propiedad.
De acuerdo a documentos diplomáticos filtrados, Al-Qaeda está próximo a producir armas radiológicas, después de obtener material nuclear y reclutar científicos criminales para construir "bombas sucias".

## Presuntos planes e intentos de terrorismo nuclear
En junio de 2002, el ciudadano estadounidense José Padilla fue arrestado por una presunta planificación de un ataque radiológico contra la ciudad de Chicago; sin embargo, nunca se le levantaron cargos por esta acusación. En cambio él fue declarado culpable de cargos de conspirar para "asesinar, raptar y mutilar" personas en el extranjero.
En noviembre de 2006, el MI5 alertó de que al-Qaida estaba planeando usar armas nucleares contra ciudades en el Reino Unido obteniendo las bombas vía medios clandestinos.
En junio de 2007, el FBI publicó en la prensa el nombre de Adnan Gulshair el Shukrijumah, el presunto líder de operaciones para el desarrollo de planes tácticos para la detonación de bombas nucleares en varias ciudades estadounidenses en forma simultánea.
El envenenamiento de Aleksandr Litvinenko con polonio radiactivo "representa un omnimonoso precedente: el comienzo de una nueva era de terrorismo nuclear", de acuerdo a Andrew J. Patterson.
El especialista en seguridad Shaun Gregory argumentaba en un artículo que los terroristas han atacado las instalaciones nucleares pakistaníes tres veces en el pasado reciente; dos veces en el año 2007 y una vez en el 2008.

## Pakistán
Después de varios incidentes en Pakistán en los que terroristas atacaron tres de sus instalaciones nucleares militares quedó claro que había surgido un serio peligro en que ellos podrían acceder al arsenal nuclear del país, de acuerdo a la revista publicada por la academia militar de Estados Unidos en West Point. En enero de 2010 se reveló que el ejército de Estados Unidos estaba entrenando una unidad especializada "para sellar y recuperar" las armas nucleares pakistaníes en el caso de que los militantes obtuvieran un dispositivo nuclear o materiales con los cuales poder fabricar uno. Supuestamente Pakistán posee aproximadamente 80 cabezas de guerra nucleares. Miembros del gobierno estadounidenses rehusaron hablar en vivo acerca de los planes de seguridad de Estados Unidos.
Un estudio del Centro Belfer para los Asuntos Científicos e Internacionales de la Universidad de Harvard titulado 'Asegurando la bomba 2010' (en inglés: 'Securing the Bomb 2010'), encontró que las reservas de Pakistán "encaran una amenaza mucho mayor, de los extremistas islámicos que buscan armas nucleares, que cualquier otra reserva de armas nucleares en el mundo".
De acuerdo a Rolf Mowatt-Larssen, un antiguo investigador de la CIA y el departamento de energía estadounidense, existe "una mayor posibilidad de derretimiento nuclear en Pakistán que en cualquier otra parte del mundo. La región tiene más extremistas violentos que cualquiera otra, el país es inestable, y su arsenal de armas nucleares está en expansión."
El experto en armas nucleares David Albright autor de 'Tráfico de Peligro' (en inglés: 'Peddling Peril') también ha expresado preocupación de que las reservas de Pakistán pueden no estar seguras a pesar de lo expresado tanto por Pakistán como por el gobierno de Estados Unidos. Él declaró que Pakistán "ha tenido muchas filtraciones de información clasificada de su programa y equipo nuclear sensitivo, así que uno tiene que preocuparse de lo que podría ser adquirido en Pakistán,"
Un estudio del año 2010 realizado por el Servicio de Investigación del Congreso titulado 'Armas Nucleares de Pakistán: Problemas de Proliferación y Seguridad' (en inglés: 'Pakistan’s Nuclear Weapons: Proliferation and Security Issues') encontró que incluso aunque Pakistán ha tomado varios pasos para mejorar la seguridad nuclear en años recientes la 'inestabilidad en Pakistán ha puesto la extensión y durabilidad de estas reformas en duda'.

## Azerbaiyán
Durante las escaramuzas armenio-azerbaiyanas de 2020, Azerbaiyán amenazó con lanzar ataques con misiles contra la central nuclear de Armenia.

## Estados Unidos
El presidente Barack Obama ha revisado la política de la seguridad doméstica y concluyó que "los ataques usando dispositivos nucleares improvisados... son un serio y creciente riesgo de seguridad nacional". En su contienda presidencial, el presidente George W. Bush y el senador John Kerry estuvieron de acuerdo en que el peligro más serio que encara Estados Unidos es la posibilidad de que los terroristas pudieran obtener una bomba nuclear. La mayor parte de los analistas de armas nucleares está de acuerdo en que la "construcción de un dispositivo semejante posee pocos desafíos tecnológicos a un grupo de terroristas razonablemente competentes". La principal barrera es la adquisición de uranio altamente enriquecido.
A pesar de una cantidad de pretensiones, no existe evidencia creíble de que ningún grupo terrorista haya sido exitoso en obtener una bomba nuclear o los materiales necesarios para fabricar una. En 2004, Graham Allison, el asistente del secretario de la defensa de Estados Unidos durante la administración Clinton, escribió que "en el actual camino, un ataque nuclear terrorista contra Estados Unidos en la década que viene es más probable que ocurra que no ocurra". También en 2004, Bruce Blair, el presidente del Centro para la Información de Defensa declaró: "No estaría sorprendido de ninguna forma si armas nucleares son usadas en los próximos 15 o 20 años, primero y principalmente por un grupo terrorista que ponga sus manos en un arma nuclear rusa o una pakistaní". En 2006, Robert Gallucci, decano de la Escuela de Servicio Extranjero de la Universidad de Georgetown estimó que "es más probable que no que Al Qaeda o una de sus afiliados detonarán un arma nuclear en una ciudad de Estados Unidos dentro de los próximos cinco a diez años".
La detonación de un arma nuclear en una ciudad importante de Estados Unidos podría matar a más de 500.000 personas y causar más de un billón de dólares en daños. Centenares de miles podrían morir a consecuencia de la lluvia radiactiva, los incendios resultantes y del colapso de los edificios. En este escenario, los incendios descontrolados arderían por días y los servicios de emergencia y hospitales serían completamente sobrepasados.
La administración Obama se enfocará en reducir el riesgo de amenazas nucleares no tradicionales de altas consecuencias. La seguridad nuclear está para ser fortalecida mejorando "la arquitectura de detección nuclear y asegurando que nuestros materiales nucleares están seguros", y "estableciendo planes bien planificados, bien practicados para respuestas coordinadas". De acuerdo a altos oficiales del Pentágono, Estados Unidos hará de "frustrar a terroristas con armas nucleares un objetivo principal del planeamiento estratégico nuclear de Estados Unidos".
En julio de 2010 personal médico del Ejército de Estados Unidos practicó las técnicas que usarían para tratar a personas heridas por una explosión atómica. Los ejercicios fueron llevados a cabo en un centro de entrenamiento en Indiana, y fueron ajustados para "simular las consecuencias de la explosión de una bomba atómica pequeña, hecha explotar en una ciudad de Estados Unidos por terroristas".

## Recuperando armas y material perdido
En agosto de 2002, Estados Unidos lanzó un programa para seguir y asegurar el uranio enriquecido de 24 reactores de tipo soviético en 16 países, con la idea de reducir el riesgo de que esos materiales cayeran en manos de terroristas o un "estado rebelde". La primera de tales operaciones fue el Proyecto Vinca, "un esfuerzo multinacional público y privado para remover material nuclear de un instituto de investigaciones yugoeslavo." El proyecto ha sido aclamado como una "historia de éxito de la no proliferación" con el "potencial de informar esfuerzos de 'limpieza global' más amplios para resolver uno de los enlaces más débiles en la cadena de no proliferación nuclear: las instalaciones de investigación nuclear civiles insuficientemente aseguradas."
Con el propósito de reducir el peligro de ataques usando material de desecho nuclear, el comisionado de la Unión Europea Loyola de Palacio sugirió en noviembre de 2002 la creación de estándares comunes en la Unión Europea, especialmente en los nuevos Estados miembros que operan reactores de la era soviética, para la disposición subterránea de los desechos nucleares.
En noviembre de 2007, ladrones con intenciones desconocidas se infiltraron en las instalaciones de investigaciones nucleares de Pelindaba cerca de Pretoria, Sudáfrica. Los ladrones escaparon sin llevarse nada del uranio mantenido en dichas instalaciones.

## Ciberataques
Stuxnet es un gusano informático descubierto en junio de 2010 que se cree que fue creado por Estados Unidos y Israel para atacar las instalaciones nucleares de Irán. Desconectó los dispositivos de seguridad, haciendo que las centrifugadoras giraran sin control. Stuxnet se propaga inicialmente a través de Microsoft Windows, y se dirige a Siemens sistema de control industrial. No es la primera vez que los hackers atacan sistemas industriales, es el primer malware descubierto que espía y subvierte los sistemas industriales, y el primero en incluir un controlador lógico programable (PLC) rootkit.
Diferentes variantes de Stuxnet se dirigieron a cinco organizaciones iraníes, y se sospecha que el objetivo probable era la infraestructura de enriquecimiento de uranio en Irán; Symantec señaló en agosto de 2010 que el 60% de los ordenadores infectados en todo el mundo estaban en Irán. Siemens declaró que el gusano no ha causado ningún daño a sus clientes, pero el programa nuclear de Irán, que utiliza embargo Siemens adquirido en secreto, ha sido dañado por Stuxnet. Kaspersky Lab concluded that the sophisticated attack could only have been conducted "with nation-state support".
El Laboratorio Nacional de Idaho llevó a cabo el Experimento Aurora en 2007 para demostrar cómo un ciberataque podría destruir componentes físicos de la red eléctrica. El experimento utilizó un programa informático para abrir y cerrar rápidamente los disyuntores de un generador diésel fuera de fase con respecto al resto de la red y explotar. Esta vulnerabilidad se conoce como Vulnerabilidad Aurora.
El número y la sofisticación de los ciberataques van en aumento.  Los ordenadores del operador de la central nuclear de Corea del Sur (KHNP) fueron pirateados en diciembre de 2014. Los ciberataques consistieron en miles de correos electrónicos de phishing que contenían código malicioso, y se robó información.
En diciembre de 2017 se informó de que los sistemas de seguridad de una central eléctrica no identificada, que se cree que está en Arabia Saudí, se vieron comprometidos cuando la tecnología de seguridad industrial Triconex fabricada por Schneider Electric SE fue objeto de lo que se cree que fue un ataque patrocinado por el Estado. La empresa de seguridad informática Symantec afirmó que el malware, conocido como "Triton", aprovechaba una vulnerabilidad en los ordenadores con el sistema operativo Microsoft Windows.
En abril de 2022 Taiwan News informó de que un hacker Anonymous-afiliado a Cyber Anakin había contratado a COVID-19 y bajo la "Operación Ira de Anakin: No Time to Die", hackeó las interfaces de las centrales nucleares de la China, junto con otros sistemas informáticos como sitios web gubernamentales, sistemas de gestión agrícola, interfaces de seguridad de minas de carbón e interfaces de satélites, como actos de represalia.

## Terrorismo nuclear en la ficción
En la serie de televisión méxico-estadounidense El señor de los cielos un grupo de iraníes se alió con narcotraficantes mexicanos para pasar uranio a los Estados Unidos y fabricar bombas atómicas. Sin embargo, lograron rastrear la ubicación de los terroristas e incautaron el uranio en un operativo de la CIA en conjunto con la Marina mexicana. 

## Fuente
- Esta obra contiene una traducción  derivada de «Nuclear terrorism» de Wikipedia en inglés, concretamente de esta versión, publicada por sus editores bajo la Licencia de documentación libre de GNU y la Licencia Creative Commons Atribución-CompartirIgual 4.0 Internacional.

- Datos: Q2005754